# Nimitt (gmina)
Nimitt – gmina (khum) w północno-zachodniej Kambodży, w zachodniej części prowincji Bântéay Méanchey, w dystrykcie ’Âor Chrŏu.

## Miejscowości
Na obszarze gminy położonych jest 15 miejscowości:

- Nimit Muoy
- Nimit Pir
- Nimit Bei
- Nimit Buon
- Ou Chrov
- Dong aranh
- Souriya
- Nimit Thmei
- Thma Sen
- Kun Damrei
- Kob Thom
- Anlong Svay
- Raksmei Serey Pheap
- Raksmey Samaki
- Sok San